# آیدل: شاهکار
آیدل: شاهکار (به کره‌ای: 아이돌: 더 쿠데타؛ انگلیسی: Idol: The Coup) یک مجموعه تلویزیونی محصول کره جنوبی سال ۲۰۲۱ به کارگردانی نو جونگ چان ک با بازی هانی، آن سول بین، هان سو اون، اکسی، کواک شی یانگ و کیم مین کیو است. این مجموعه به نویسندگی جونگ یون جونگ است و داستان یک گروه دخترانه آیدل کیپاپ شکست خورده را روایت می‌کند که تنها به یک اجرای موفق برای منحل نشدن گروه نیاز دارند. این مجموعه از ۸ نوامبر تا ۱۴ دسامبر ۲۰۲۱، روزهای دوشنبه و سه‌شنبه ساعت ۲۳:۰۰ (کی‌اس‌تی) از جی‌تی‌بی‌سی برای ۱۲ قسمت پخش شد. آیدل: شاهکار همچنین برای استریم در آی‌چی‌یی در مناطق منتخب قابل دسترسی است.